# Mînia (film din 1974)
Mînia (în rusă Гнев, transliterat: Gnev, alternativ Tragedia basarabeană; în (rusă Бессарабская трагедия) este un film istoric sovietic regizat de Nicolae Ghibu și de Leonid Proskurov, realizat de studioul Moldova Film. Acesta are ca subiect răscoala de la Tatarbunar.

## Rezumat
Poveste filmului este despre relația complexă dintre 2 frați care se află în tabere opuse, unul dintre ei participând la Răscoala de la Tatarbunar care, conform viziunii sovietice, a fost o revoltă țărănească înabușită cu brutalitate de către armata română.

## Distribuția
- Oleg Iankovski - Leonte Cebotaru
- Victoria Fedorova - Donka Mladenova
- Dalvin Șcerbakov - George Cebotaru
- Clara Luciko - Madame Jurju
- Nikolai Olîalin - Henri Barbusse
- Roman Homîatov - colonelul Maximescu
- Inga Budkevici - Kristina Nagnîbida
- Oleg Mokșanțev - Matvei Bejan
- Constanța Târțău - Panaghia Cebotaru
- Alexei Zolotnițki - Vlad Bulescu
- Ivan Marin - Ilie Cebotaru
- Dumitru Caraciobanu - Falca
- Aleksandr Țodilkov - Osmochescu
- Oksana Grigorovici - Vasilina
- Pavel Iațkovski - Mihai
- Aleksandr Barușnoi - general
- Metodiu Apostolov
- Valeriu Jereghi
- Ion Arachelu
- Valeriu Jereghi (nemenționat)
- Valeriu Calancea (nemenționat)

## Lansare
A fost lansat în anul 1974 și a avut parte de succes comercial, fiind vizionat de 5,3 milioane de spectatori în cinematografele din Uniunea Sovietică.

## Controverse
În anii 2000, filmul a fost dat la televiziunea moldovenească în cadrul programului criticului de film Larisa Ungureanu. O parte din populația din Moldova a fost deranjată de acest lucru, catalogând filmul drept propagandistic și antiromânesc.